# Хуан Ернандес Саравия
Хуан Ернандес Саравия (на испански: Juan Hernández Saravia) е високопоставен испански генерал от републиканските правителствени сили по време на гражданската война в Испания.

## Биография
Хуан Ернандес Саравия е роден в буржоазно семейство и продължава семейната традиция, като се записва в артилерийското училище през 1897 г. Той се противопоставя на диктатурата на Мигел Примо де Ривера. Началник на военния щаб на Мануел Асаня и работи като генерален координатор на министъра на войната. През август 1936 г. е назначен за военен министър, но е освободен след падането на Талавера през септември.
През 1937 г. е назначен за командир на армията на Леванте и е републикански командир в битката при Теруел. През декември 1937 г. е повишен в генерал.
След като Каталуния се превръща в изолиран анклав след бунтовническата Арагонска офанзива през пролетта на 1938 г., Саравия командва Армейската група на Източния регион (Grupo de Ejércitos de la Región Oriental) и ръководи Републиканската армия по време на огромната франкистка кампания в Каталуния. След падането на Барселона на 27 януари, Хуан Ернандес Саравия е освободен от задълженията си като лидер на групата армии в Източния регион, за което се твърди, че е „пораженец“ (derrotismo), но истинските мотиви са много по-дълбоки. Генерал Саравия изпада в немилост, защото възгледите му често са в конфликт с тези на началника на Генералния щаб на Централния регион Висенте Рохо и председателя на Съвета на министрите Хуан Негрин. Саравия се опитва да замени Хуан Модесто, началника на армията на Ебро и предава командването на Хуан Перея, по-компетентния командир на Източната армия, но за Модесто се застъпват от най-висшите лидери на обречената Испанска република.
След падането на правителството Саравия живее в изгнание във Франция и по-късно в Мексико до смъртта си.